# Kim Reynolds
Kimberly Kay Reynolds (født 4. august 1959 i St. Charles, Iowa) er en amerikansk politiker, som er den 43. og nuværende guvernør i den amerikanske delstat Iowa.  Hun tilhører det Republikanske Parti.
Hun var viceguvernør i Iowa fra 2011 til 2017 under guvernør Terry Branstad. Da Branstad trak sig fra posten i maj 2017 for at blive USAs ambassadør til Kina, overtog Reynolds som guvernør. Hun blev valgt til sin egen hele valgperiode i november 2018.

## Eksterne links
- Wikimedia Commons har flere filer relateret til Kim Reynolds
- Iowas guvernørs officielle hjemmeside
- Officielle kampagneside